# Convolvulus canariensis
Convolvulus canariensis L., conocido como corregüela o corregüelón de monte, es una especie de planta trepadora perenne perteneciente a la familia Convolvulaceae originaria de la Macaronesia.

## Descripción

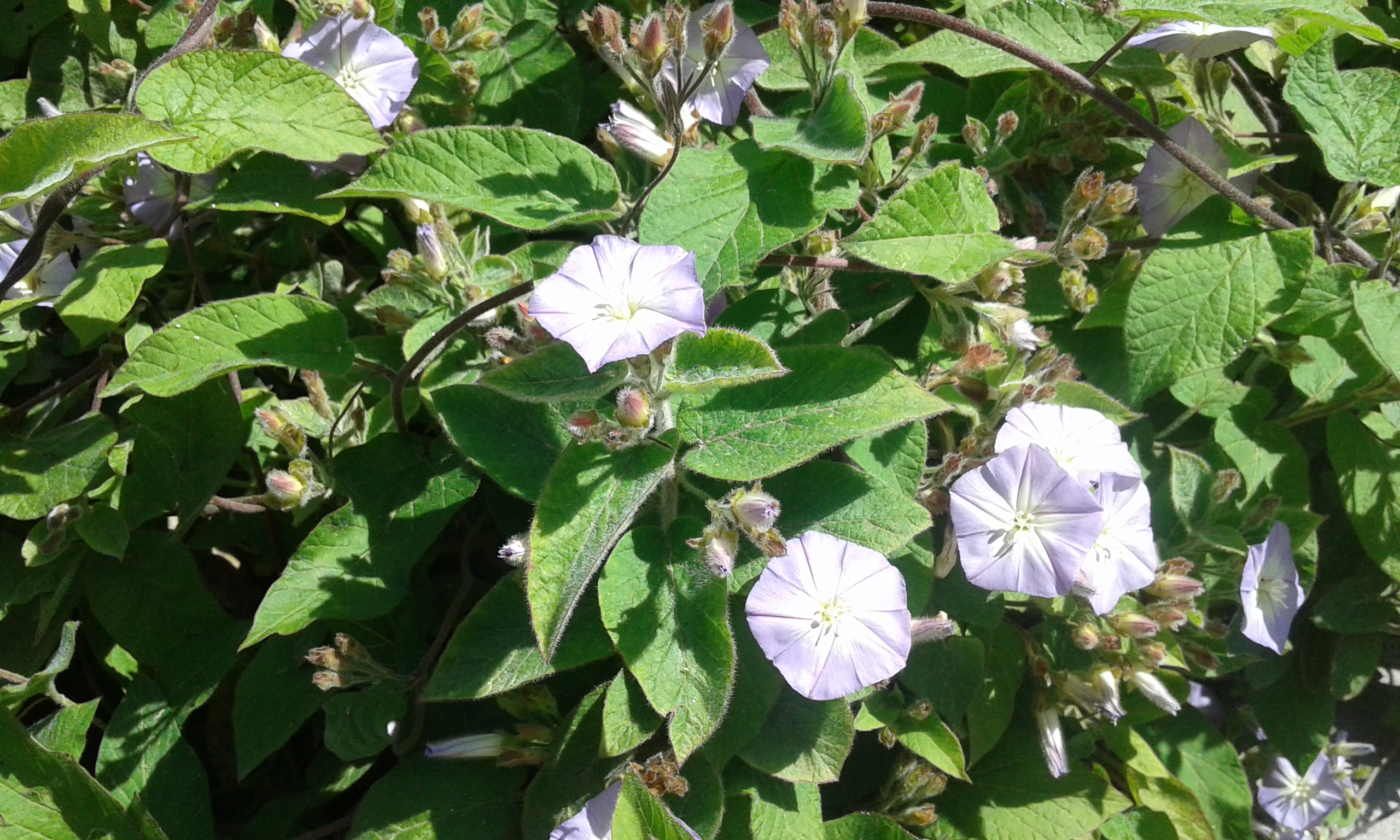
Detalle de las hojas y flores.

Tienen un porte trepador. Dentro de este grupo de especies  se diferencia por sus hojas, que son ovoide-oblongas y poseen pelos largos y densos.

## Distribución y hábitat
Es una especie endémica de las islas de El Hierro, La Palma, La Gomera, Tenerife y Gran Canaria, en el archipiélago de Canarias ―España―.
Crece en las zonas forestales entre los 400-1000 m s. n. m., siendo un elemento propio de la laurisilva y del fayal-brezal.

## Taxonomía
Convolvulus canariensis fue descrita por Carlos Linneo y publicada en Species Plantarum en 1753.
Etimología
Convolvulus: nombre genérico que procede del latín convolvere, que significa 'enredar'.
canariensis: epíteto geográfico que alude a su localización en el archipiélago canario, en su sentido más amplio.
Sinonimia
El taxón presenta los siguientes sinónimos:
- Convolvulus bourgaei Bolle
- Convolvulus pallidus Salisb.
- Convolvulus pannifolius Salisb.
- Nemostima canariensis (L.) Raf.
- Periphas pannifolius (Salisb.) Raf.
- Rhodorhiza volubilis (Brouss. ex Link) Bolle

## Estado de conservación
Se encuentra protegida por la Orden de 20 de febrero de 1991 sobre protección de especies de la flora vascular silvestre de la Comunidad Autónoma de Canarias, incluyéndose en su Anexo II.

## Nombres comunes
Se conoce en Canarias como corregüelón o corregüela de monte, debido a su hábitat.